# Ipersonnia (film)
Ipersonnia è un film italiano del 2022 diretto da Alberto Mascia. Si tratta di una storia di fantascienza ambientata in un'Italia futura distopica.

## Trama
Italia, futuro prossimo. Le vecchie carceri, sporche, sovraffollate, piene di violenze e soprusi, sono solo un ricordo. Ora i detenuti scontano i loro anni di pena in ipersonno, uno stato simile al coma: un sistema sicuro, automatizzato, pulito ed economico, come non mancano di declamare i politici che l’hanno fortemente voluto.
Quello che non dicono è che la riemersione dal lunghissimo sonno farmacologico imposto ai condannati è spesso traumatica. Lo sa bene David Damiani, psicologo carcerario di 45 anni: a lui spetta il compito di risvegliare periodicamente i detenuti e di testare le loro capacità cognitive. Dopo mesi di sogni ininterrotti, senza alcuno stimolo proveniente dal mondo esterno, i risvegliati tendono a confondersi. E più la pena che scontano è lunga, più si smarriscono. David li costringe a ricordare chi sono, cosa hanno fatto, da quanto tempo sono incarcerati, quanto sono invecchiati nel frattempo, e infine li riaddormenta.
È un lavoro duro, che lo espone quotidianamente al dolore altrui. Fortunatamente ha al suo fianco Viola, la donna che ama. Con lei c’è intesa, complicità, passione. E l’idea di costruire una nuova vita insieme a lei dopo un passato segnato da una storia finita in modo drammatico.
Quest’idea di rinascita, però, è tragicamente illusoria: David, infatti, è in stato di ipersonno. La sua vita con Viola non è altro che un sogno. Che svapora nell’istante in cui riapre gli occhi e si rende conto di essere in realtà un detenuto.
Aiutato dalla psicologa, David comincia a recuperare la memoria. Ed è atroce: un tempo è stato davvero uno psicologo carcerario. Per diversi anni si è occupato dei detenuti. Però di uno di loro, il detenuto 517, si è occupato in modo fin troppo particolare: lo ha ucciso staccandogli il respiratore nel sonno. Il 517 era il marito legittimo di Viola, per quanto lei se ne fosse allontanata, mentre David aveva vissuto con lei solo una breve stagione d’amore. Un delitto passionale come tanti altri.
David, che improvvisamente si scopre cinquantacinquenne, implora di essere riaddormentato: meglio risprofondare nel suo sogno illusorio, meglio dimenticare l’atrocità che ha commesso. Ma questa volta la psicologa non lo può accontentare: quel giorno, infatti, ha finito di scontare la sua pena. È di nuovo un uomo libero.
Ma dopo più di dieci anni di ipersonno, David è il fantasma di se stesso e non riesce a reintegrarsi. Vive nel monolocale di periferia che lo stato gli ha temporaneamente concesso. Svolge il lavoro che gli è stato assegnato. Tace dei continui incubi, anche ad occhi aperti, che lo tormentano. Del ricordo di Viola, che ha sognato ininterrottamente per anni e che continua a rivedere ovunque.
Finché un giorno, per caso, incontra proprio lei, Viola, in carne ed ossa.
Lui la avvicina ma lei, furente, gli intima di sparire per sempre dalla sua vita.
Nella mente di David, però, quell’incontro fa scattare qualcosa: in tutta la vicenda c’è qualcosa che non torna, come se una trama più oscura si celasse dietro i suoi ricordi, compromessi dai lunghi anni di ipersonno.
David comincia ad indagare, riuscendo a coinvolgere anche Viola la quale, messa da parte la reticenza iniziale, si convince a sua volta che, dietro alla ricostruzione ufficiale dei fatti, si celi una terribile, inconfessabile verità.

## Distribuzione
Il film è stato distribuito nelle sale cinematografiche italiane a partire dal 29 novembre 2022, contemporaneamente alla sua programmazione nell'àmbito del quarantesimo Torino Film Festival. Il 30 gennaio 2023 il film viene distribuito sulla piattaforma Amazon Prime Video.